# Fryderyk Wittelsbach (Pfalz-Zweibrücken-Veldenz)
Fryderyk Wittelsbach (ur. 5 kwietnia 1616 w Zweibrücken, zm. 9 lipca 1661 w Nohfelden) – hrabia palatyn i książę Palatynatu-Zweibrücken-Veldenz.

## Życiorys
Syn księcia Palatynatu-Zweibrücken-Veldenz Jana II Wittelsbacha i Luizy Juliany Wittelsbach. Jego dziadkami byli Jan Wittelsbach i Magdalena księżniczka Jülich-Kleve-Berg oraz elektor Palatynatu Reńskiego Fryderyk IV Wittelsbach i Luiza Julianna Orańska.
Został księciem podczas wojny trzydziestoletniej. W jej wyniku liczba ludności księstwa znacznie się zmniejszyła. Po jego śmierci liczba ta była jedną dziesiątą liczby ludności zamieszkującej księstwo w ubiegłym stuleciu. Zniszczono większość zamków i pałaców. Fryderyk wraz z rodziną wiele podróżował do roku 1650 gdy odbudowano Zamek Kirkel.
6 kwietnia 1640 poślubił Annę Julianę księżniczkę Nassau-Saarbrücken (1617-1667). Mieli 10 dzieci:
- Wilhelm Ludwik (1641–1642)
- Elżbieta (1642-1677) – żona księcia Victora Amadeusza Anhalt-Bernburg (1634–1718)
- Christina Luiza (1643–1652)
- Fryderyk Ludwik (1644–1645)
- Zofia Amalia (1646-1695) – żona hrabiego Siegfrieda Hohenlohe-Weikersheim (1619–1684), oraz księcia Jana Karola Wittelsbacha (1638-1704)
- Eleonora Augusta (1648–1658)
- Karol Gustaw (1649–1650)
- Katarzyna Charlotta (1651–1652)
- Charlotta Fryderyka (1653–1712) – żona księcia Wilhelma Ludwika Wittelsbacha (1648–1675), syna Fryderyka Ludwika i młodszej siostry Fryderyka Juliany
- Syn (1656)

Po jego śmieci Palatynat-Zweibrücken-Veldenz został połączony z Palatynatem-Zweibrücken-Landsberg w osobie Fryderyka Ludwika Wittelsbacha.